# You Made My Dawn
You Made My Dawn – szósty minialbum południowokoreańskiej grupy Seventeen, wydany 21 stycznia 2019 roku przez Pledis Entertainment i dystrybuowany przez Kakao M. Płytę promował singel „Home”.
Minialbum ukazał się w trzech edycjach fizycznych („Before Dawn Ver.”, „Dawn Ver.”, „Eternal Sunshine Ver.”) i jednej cyfrowej. Sprzedał się w nakładzie 472 529 egzemplarzy w Korei Południowej (stan na październik 2019 r.). Zdobył certyfikat Platinum w kategorii albumów.

## Lista utworów
| CD | CD                                                          | CD                              | CD                      | CD                 | CD      |
| Nr | Tytuł utworu                                                | Tekst                           | Kompozycja              | Aranżacja          | Długość |
| -- | ----------------------------------------------------------- | ------------------------------- | ----------------------- | ------------------ | ------- |
| 1. | „Good to Me”                                                | Woozi, Bumzu                    | Woozi, Bumzu            | Bumzu, Park Ki-tae | 3:09    |
| 2. | „Home”                                                      | WooziBumzu                      | Woozi, Bumzu, Seungkwan | Bumzu, Park Ki-tae | 3:23    |
| 3. | „Poong (Hug)” (kor. 포옹 (Hug)) (Vocal team)                | Woozi                           | Woozi, Park Ki-tae      | Park Ki-tae        | 2:39    |
| 4. | „Chilli” (kor. 칠리 (Chilli)) (Hiphop team))                | S.Coups, Vernon, Mingyu, Wonwoo | Vernon, Bumzu, Poptime  | Poptime            | 3:03    |
| 5. | „Shhh” (Performance team)                                   | BumzuHoshiDino                  | BumzuAnchor             | BumzuAnchor        | 3:06    |
| 6. | „Sumi Cha (Getting Closer)” (kor. 숨이 차 (Getting Closer)) | Woozi, Bumzu, S.Coups, Vernon   | Woozi, Bumzu, Hoshi     | Bumzu              | 3:03    |

## Notowania
| Lista                     | Pozycja |
| ------------------------- | ------- |
| Gaon Weekly Album Chart   | 1       |
| Oricon Weekly Album Chart | 1       |
| Billboard World Albums    | 4       |
| Five Music (Tajwan)       | 1       |
| SNEP                      | 98      |